# رضا زمانی
رضا زمانی (۲۵ اردیبهشت ۱۳۱۷ – ۱ اردیبهشت ۱۴۰۲) روان‌شناس ایرانی و رئیس انجمن روان‌شناسی ایران و دانشیار بازنشستهٔ دانشگاه تهران بود. زمانی فارغ‌التحصیل دکتری روان‌شناسی بالینی از دانشگاه مینه‌سوتا بود. او مدتی رئیس پژوهشکدهٔ علوم شناختی و از سال ۱۳۸۲ تا ۱۳۸۵ رئیس دانشکده روان‌شناسی و علوم تربیتی دانشگاه تهران بود. زمانی همچنین مدیرمسئول و سردبیر نشریهٔ پژوهش‌های روان‌شناختی بود.
زمانی در سال ۲۰۱۹ از طرف انجمن روان‌شناسی آمریکا، به‌عنوان «روان‌شناس برجستهٔ بین‌المللی» انتخاب شد. زمانی در تاریخ اول اردیبهشت یکهزار و چهارصد و دو هجری شمسی درگذشت و در قطعۀ نام‌آوران به‌ خاک سپرده شد.

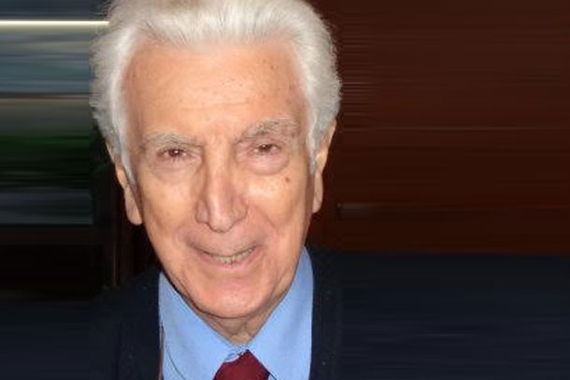

## کتابشناسی
- واژه‌نامه تطبیقی روانشناسی، روانپزشکی و علوم تربیتی ( انگلیسی- فارسی. زمانی، رضا. ۱۳۹۲. نشر قو.

- اصول اساسی یادگیری و شرطی‌سازی| مایکل دامیان. ترجمه رضا زمانی و فیروزه طاهرپور،۱۳۸۷، رشد.

- مصاحبه انگیزشی در درمان مشکلات روانی| ویلیام آر. میلر؛ هال آر کوویتز؛ هنی ای، وسترا؛ ایدی اوبرام؛ سیلویه نار؛ هتر فیلین؛ ترجمه دکتر رضا زمانی، ۱۴۰۱. نیوند.

- رویکرد روان درمانی برای افسردگی جلد 1 | دکتر ژول آر. بمپوراد، دکتر رضا زمانی، دکتر حمیده جهانگیری (2020). انتشارات اسکولار پرس.[۶]
- رویکرد روان درمانی برای افسردگی جلد 2 | دکتر ژول آر. بمپوراد، دکتر رضا زمانی، دکتر حمیده جهانگیری (2020). انتشارات اسکولار پرس.[۷]
- روان درمانی بیماران افسرده جلد 1 | دکتر جان ترنس کاچیوپو، دکتر رضا زمانی، دکتر حمیده جهانگیری (2020). انتشارات اسکولار پرس.[۸]
- روان درمانی بیماران افسرده جلد 2 | دکتر جان ترنس کاچیوپو، دکتر رضا زمانی، دکتر حمیده جهانگیری (2020). انتشارات اسکولار پرس.[۹]

کتابهای انگلیسی:
- The Psychotherapeutic Approach For Depression Volume 1 | Jules R. Bemporad, Reza Zamani, Hamideh Jahangiri (2020). Scholars’ Press. ISBN 978-613-8-94080-7
- The Psychotherapeutic Approach For Depression Volume 2 | Jules R. Bemporad, Reza Zamani, Hamideh Jahangiri (2020). Scholars’ Press. ISBN 978-613-8-94081-4
- Psychotherapy with Depressed Patients Volume 1 | John Terrence Cacioppo, Reza Zamani, Hamideh Jahangiri (2020). Scholars’ Press. ISBN 978-613-8-94079-1
- Psychotherapy with Depressed Patients Volume 2 | John Terrence Cacioppo, Reza Zamani, Hamideh Jahangiri (2020). Scholars’ Press. ISBN 978-613-8-94068-5